# Айтнер, Роберт
Роберт Айтнер (также Эйтнер, нем. Robert Eitner; 22 октября 1832, Бреслау — 2 февраля 1905, Темплин) — немецкий музыковед
 и библиограф
.

## Биография
Учился в Университете Бреслау, в том числе у органиста Морица Брозига, однако в большинстве областей музыки остался самоучкой. В 1853 году перебрался в Берлин, где выступал как пианист, в том числе с собственными пьесами, а в 1863 г. открыл музыкальную школу. На основании своего педагогического опыта выпустил «Пособие для обучения фортепианной игре» (нем. Hilfsbuch beim Klavierunterricht; 1871).
Главным делом жизни Айтнера стало, однако, изучение истории музыки. В 1868 г. Айтнер вместе с Францем Коммером выступил соучредителем берлинского Общества изучения музыки (нем. Gesellschaft für Musikforschung), вошёл в состав редакционной коллегии «Ежемесячника по музыкальной истории» (нем. Monatshefte für Musikgeschichte; 1869—1904), а в 1873 году стал ответственным редактором книжной серии «Публикации старинных практических и теоретических музыкальных трудов» (нем. Publikation älterer praktischer рund theoretischer Musikwerke). Наиболее известный труд Айтнера — 10-томный «Биографически-библиографический лексикон музыкантов и музыковедов» (нем. Biographisch-Bibliographisches Quellen-Lexikon der Musiker und Musikgelehrten; 1900—1904). Он также написал почти 400 биографических статей для энциклопедии Allgemeine Deutsche Biographie.